# ارکمان
ارکمان (به فرانسوی: Arekmane) یک کمون در مراکش است که در استان ناظور واقع شده‌است. ارکمان ۱۸٬۹۹۸ نفر جمعیت دارد.